# Ingo Sensburg
Ingo Sensburg (ur. 27 stycznia 1949 w Berlinie) – niemiecki lekkoatleta, długodystansowiec. W czasie swojej kariery reprezentował Republikę Federalną Niemiec.

## Życiorys
Urodził się w Kreuzbergu, dzielnicy Berlina.
Zdobył brązowy medal w sztafecie szwedzkiej 2+3+4+5 okrążeń na halowych mistrzostwach Europy w 1970 w Wiedniu (sztafeta RFN biegła w składzie: Horst Haßlinger, Lothar Hirsch, Manfred Henne i Sensburg).
Zwyciężył w biegu na 3000 metrów na halowych mistrzostwach Europy w 1976 w Monachium, wyprzedzając Polaka Józefa Ziubraka. Na halowych mistrzostwach Europy w 1978 w Mediolanie zajął w tej konkurencji 14. miejsce.
Odniósł wiele sukcesów w biegach ulicznych. Trzykrotnie zwyciężył w Maratonie Berlińskim w 1976, 1979 i 1980 (to osiągnięcie wyrównał, a potem poprawił dopiero Haile Gebrselassie). Czterokrotnie triumfował w Półmaratonie Berlińskim w latach 1985–1988.
Był wicemistrzem RFN w biegu przełajowym w 1975 oraz brązowym medalistą w biegu na 10 000 metrów w 1976. W hali był wicemistrzem RFN w biegu na 1500 metrów w 1970 oraz brązowym medalistą w biegu na 3000 metrów w 1975, 1976 i 1978.